# Bahá'í svetišta
Bahá'í svetišta ili Bahá'í centar svijeta su skupina duhovnih i upravnih građevina Bahá'í vjere na sedam različitih lokaliteta: Hram Bahá'u'lláha kod Akre, Bábovo svetište i vrtovi na planini Karmel, te tzv. "Bahá'í luk" u Haifi, i druge građevine u Haifi i zapadnoj Galileji.
Ove građevine su upisane na UNESCO-ov popis mjesta svjetske baštine u Aziji i Oceaniji zbog "dubokog duhovnog značaja i svjedočanstva snažne tradicije hodočašća Bahá'í vjere koja je nastala prije stotinu godina i od tada je privukla brojne vjernike iz cijeloga svijeta. Ova mjesta također imaju veliki značaj kao sveta mjesta povezana s dva osnivača Bahá'í vjere".

## Popis lokaliteta
| Slika | Ime                                 | izgradnja    | Lokacija      | Koordinate                                    | Opis |
| ----- | ----------------------------------- | ------------ | ------------- | --------------------------------------------- | --- |
|       | Bahá'u'lláhovo svetište             | 1892.        | Akra          | 32°56′36″N 35°05′32″E / 32.94333°N 35.09222°E | Ovo svetište je najsvetije mjesto Bahá'íma i mjesto prema kojemu se okreću pri molitvi (kibla). Nalazi se uz vilu Bahji u kojoj je preminuo Bahá'u'lláh, osnivač vjere, i u njemu su položeni njegovi posmrtni ostaci. Sastoji se od središnje prostorije s malenim unutarnjim vrtom, staklenim vijencem potkrovlja i slojeva tepiha na unutarnjim zidovima. |
|       | Bábovo svetište                     | 1909.        | Haifa         | 32°48′52″N 34°59′14″E / 32.81444°N 34.98722°E | Građevina s kupolom na visokom tamburu s 18 prozora iznad osmerokutnog svetišta koje je okruženo kolonadom arkada je mjesto gdje je Bahá'u'lláhov sin `Abdu'l-Bahá 1891. godine položio tijelo Bába, njegova prethodnika u osnivanju vjere Bahá'í. Građevinu s raskošnim vrtom s devet koncentričnih lukova dovršio je Bahá'u'lláhov unuk, Shoghi Effendi. Ono se smatra drugim najsvetijim mjestom Bahá'íja koje svake godine privlači stotine tisuća hodočasnika. |
|       | Bahá'í luk                          | 1961.-       | Karmel, Haifa | 32°48′52″N 34°59′13″E / 32.81444°N 34.98694°E | Luk je skupina administrativnih zgrada Bahá'í vjere koji uključuje "Sjedište univerzalne kuće pravde", "Sjedište internacionalnog obrazovnog centra", "Internacionalni arhiv" i "Centar za studij svetih tekstova", izgrađenih od 1961. do danas u neoklasicističkom stilu. Unutar luka kojeg čine ove građevine nalazi se vrt u kojem se nalaze mauzoleji svete obitelji Bahá'íja.                                                                                 |
|       | Druga zapadnjačka hodočasnička kuća | do 1920-ih   | Haifa         |                                               | Ova građevina je služila za hodočasnike Bahá'í vjere sa zapada tijekom prve polovice 20. stoljeća. Nalazi se u Ulici Haparsim br. 10. i danas je u njoj Ured internacionalne zajednice Bahá'íja. |
|       | Istočnjačka hodočasnička kuća       | nakon 1909.  | Haifa         |                                               | Izgradio ju je `Abdu'l-Bahá nakon što je položio Babove ostatke u njegovo svetište i služila je kao kuća za hodočasnike iz Perzije, zbog čega je zovu "istočnjačka". Nakon 1951. god. prima sve hodočasnike. |
|       | `Abbúdova kuća                      | 1868.        | Akra          |                                               | Ovo je privatna kuća u kojoj je Bahá'u'lláh bio primoran živjeti u kućnom pritvoru nakon što ga je osmanski sultan utamnjičio u Citadeli u Akri. Tu je naspisao svoje djelo Kitáb-i-Aqdas. |
|       | Ridvanov vrt                        | 18. stoljeće | Akra          |                                               | To je otok okružen kanalima gdje je Bahá'u'lláh uživao sa svojim vjernicima nakon 20 godina uzničenja. Doslovan prijevod njegova imena bi bio "Rajski vrt". |
|       | Mazra'ih                            | prije 1877.  | Mazra'a       |                                               | Ova kuća 6 km sjeverno od Akre je izvorno pripadala `Abdu'lláh paši i tu je so 1879. godine Bahá'u'lláh s obitelji provodio svoja ljeta. |

## Vanjske poveznice
- Vrtovi Bahá'í - službene stranice. Bahá’í World Centre. 31. ožujka 2009. Inačica izvorne stranice arhivirana 29. srpnja 2017. Pristupljeno 25. travnja 2011.
- Bahá'í hodočašće. Bahá’í World Centre. 31. ožujka 2009. Inačica izvorne stranice arhivirana 22. lipnja 2023. Pristupljeno 25. travnja 2011.